# Gran Premio del Giappone 2022
Il Gran Premio del Giappone 2022 è stata la diciottesima prova della stagione 2022 del campionato mondiale di Formula 1. La gara si è corsa domenica 9 ottobre sul circuito di Suzuka ed è stata vinta dall'olandese Max Verstappen su Red Bull Racing-RBPT, al trentaduesimo successo in carriera; Verstappen ha preceduto sotto la bandiera a scacchi il suo compagno di squadra, il messicano Sergio Pérez, ed il monegasco Charles Leclerc su Ferrari.
Grazie ai risultati ottenuti, Max Verstappen si aggiudica per la seconda volta consecutiva in carriera il mondiale piloti, il primo di nazionalità olandese nella storia della categoria a ottenere nuovamente il titolo iridato. Verstappen diviene il secondo più giovane bicampione del mondo, l'undicesimo pilota a vincere il titolo piloti consecutivamente, nonché il diciassettesimo dei 34 campioni del mondo della categoria a vincere più di un titolo. Per la tredicesima volta nella storia del mondiale un pilota vince il campionato essendo già detentore di quello precedente.
Si è trattato del Gran Premio di Formula 1 completato dal vincitore con la media oraria più bassa di sempre nella storia della categoria con 53,582 km/h. Il precedente record apparteneva al Gran Premio del Canada 2011 in cui il britannico Jenson Button completò la corsa con una media di 74,844 km/h con la gara interrotta due ore a causa di forti piogge.

## Vigilia

### Sviluppi futuri
La scuderia britannica Aston Martin annuncia che il pilota di riserva, il brasiliano campione del mondo di Formula 2 di questa stagione per la scuderia olandese MP Motorsport, Felipe Drugovich, prende il posto del pilota titolare canadese Lance Stroll nel corso della prima sessione di prove libere del Gran Premio di Abu Dhabi, ultimo appuntamento di questa stagione in programma il successivo 20 novembre. A partire da questo campionato, secondo il regolamento sportivo, tutte le dieci squadre iscritte al campionato hanno l'obbligo di schierare, durante le sessioni di prove libere, almeno due piloti giovani. Le squadre hanno un numero prestabilito di sessioni nelle quali schierare dei giovani debuttanti.

### Analisi per il campionato piloti
Il pilota campione del mondo della scuderia austriaca Red Bull Racing, Max Verstappen, comanda la classifica riservata ai piloti con 104 punti di vantaggio sul pilota monegasco della Ferrari, Charles Leclerc, e con 106 punti di vantaggio sul compagno di scuderia, il messicano Sergio Pérez. Verstappen, per vincere il secondo titolo piloti consecutivo, il primo olandese a riuscirci nella storia della categoria, deve ottenere otto punti più di Leclerc e sei più di Pérez. Verstappen può conquistare il titolo nelle seguenti condizioni:
| Pos | Pilota                     | Pilota                               | Pilota                                |
| Pos | Max Verstappen             | Charles Leclerc                      | Sergio Pérez                          |
| --- | -------------------------- | ------------------------------------ | ------------------------------------- |
| Pos | Primo con il giro veloce   | Posizione irrilevante                | Posizione irrilevante                 |
| Pos | Primo                      | Terzo o peggio                       | Posizione irrilevante                 |
| Pos | Secondo                    | Quinto o peggio senza il giro veloce | Quarto o peggio senza il giro veloce  |
| Pos | Secondo con il giro veloce | Quinto o peggio                      | Quarto o peggio                       |
| Pos | Terzo                      | Settimo o peggio                     | Sesto o peggio                        |
| Pos | Terzo con il giro veloce   | Sesto o peggio                       | Quinto o peggio                       |
| Pos | Quarto                     | Ottavo o peggio senza il giro veloce | Settimo o peggio senza il giro veloce |
| Pos | Quarto con il giro veloce  | Ottavo o peggio                      | Settimo o peggio                      |
| Pos | Quinto                     | Nono senza il giro veloce o peggio   | Ottavo o peggio senza il giro veloce  |
| Pos | Quinto con il giro veloce  | Nono o peggio                        | Ottavo o peggio                       |
| Pos | Sesto                      | Fuori dai punti                      | Nono o peggio senza il giro veloce    |
| Pos | Sesto con il giro veloce   | Decimo o peggio                      | Nono o peggio                         |

### Aspetti tecnici
Per questo Gran Premio la Pirelli, fornitore unico degli pneumatici, offre la scelta tra gomme di mescola C1, C2 e C3, le mescole più dure che caratterizzano l'intera gamma messa a disposizione dall'azienda fornitrice degli pneumatici per il campionato, visto le caratteristiche presentate dal circuito giapponese. Per la seconda edizione consecutiva del Gran Premio, dopo l'ultima corsa nella stagione 2019, la casa italiana nomina la stessa tipologia. Per la prima volta dal Gran Premio d'Olanda e per la quinta volta in stagione, dopo quanto verificatosi nel Gran Premio del Bahrein, gara d'apertura del mondiale, e nei Gran Premi di Spagna e di Gran Bretagna, le mescole selezionate dalla Pirelli sono quelle più dure. La casa milanese nomina allo stesso tempo gli pneumatici per i successivi Gran Premi degli Stati Uniti d'America e di Città del Messico in programma a fine mese.
La Federazione stabilisce la tradizionale zona in cui i piloti possono attivare il Drag Reduction System, ovvero quella posta lungo il rettilineo principale dei box. Il detection point, ovvero il punto per la determinazione del distacco tra i piloti, necessario per consentire l'uso del dispositivo, viene anticipato rispetto all'ultima edizione della gara corsa nella stagione 2019, venendo posizionato 40 metri dopo la curva 15. Fin dall'introduzione del dispositivo mobile in Formula 1, durante la stagione 2011, il circuito di Suzuka è uno dei cinque tracciati a essere stato utilizzato almeno una volta nel calendario del campionato mondiale di Formula 1, insieme a quello di Monte Carlo sede del Gran Premio di Monaco, quello del Mugello sede dell'unica edizione del Gran Premio della Toscana corsa nel 2020, quello di Imola sede del Gran Premio dell'Emilia-Romagna e quello di Lusail sede del Gran Premio del Qatar, a essere caratterizzato da una sola zona per l'utilizzo del dispositivo mobile, stabilita, in tutti e cinque i tracciati, sempre sul rettilineo di partenza. Alla vigilia dell'edizione del 2018 alcuni piloti spinsero per l'introduzione di una seconda zona DRS stabilita nel terzo settore della pista, tra la curva 14 e la curva 16, che avrebbe incluso la curva 15, nota come 130R, affrontata ad ampie velocità. Per questioni legate alla sicurezza, la Federazione rigettò l'idea.
Rispetto all'ultima edizione del 2019, il circuito è stato riasfaltato alla curva 8 per circa 180 metri, con l'erba artificiale sostituita con asfalto e i cordoli in uscita sostituiti da un doppio cordolo. La ghiaia posta sul lato sinistro della curva 10 è stata estesa. L'erba artificiale alla curva 16 è stata sostituita con asfalto in linea con i requisiti della Federazione. Parte della superficie della pit lane è stata rinnovata e verniciata con vernice antiscivolo certificata da parte dell'organo mondiale dell'automobilismo.
A causa degli pneumatici aggiuntivi forniti dalla Pirelli, per la giornata del venerdì la Federazione proroga il coprifuoco da un periodo di tre ore fino a un massimo di sei per il solo compito della preparazione degli pneumatici dopo il montaggio del fornitore. Nella giornata del giovedì, la McLaren utilizza il terzo dei sei coprifuochi concessi durante la stagione per effettuare le operazioni sulle proprie vetture. La scuderia britannica non riceve sanzioni. Prima dell'inizio della prima sessione di prove libere del venerdì, sulla vettura di Lance Stroll viene installata la quarta scatola del cambio e la quarta trasmissione. Il pilota canadese dell'Aston Martin non è penalizzato sulla griglia di partenza in quanto i nuovi componenti installati rientrano tra quelli utilizzabili nel numero massimo stabilito dal regolamento tecnico. Sulla vettura di Pierre Gasly e Yuki Tsunoda viene installata la settima unità relativa all'impianto di scarico. Entrambi i piloti dell'AlphaTauri non sono penalizzati sulla griglia di partenza in quanto il nuovo componente installato rientra tra quelli utilizzabili nel numero massimo stabilito dal regolamento tecnico.
Prima della gara, il direttore di gara designato per questo Gran Premio, il portoghese Eduardo Freitas, rende noto che in caso di partenza lanciata, essa è definita quando il leader della corsa attraversa la linea del traguardo, riferita alla linea del rilevamento del tempo sul giro, che in questo caso attraversa anche quella di entrata della pit lane.

### Aspetti sportivi
Il Gran Premio rappresenta il diciottesimo appuntamento stagionale a distanza di una settimana dalla disputa del Gran Premio di Singapore, diciassettesima gara del campionato. Per l'ottava volta durante la stagione, la prima tra il Gran Premio del Bahrein, gara inaugurale della stagione, e il Gran Premio d'Arabia Saudita, la seconda tra il Gran Premio di Spagna e il Gran Premio di Monaco, la terza tra il Gran Premio d'Azerbaigian e il Gran Premio del Canada, la quarta tra il Gran Premio di Gran Bretagna e il Gran Premio d'Austria, la quinta tra il Gran Premio di Francia e il Gran Premio d'Ungheria, la sesta tra il Gran Premio del Belgio e il Gran Premio d'Olanda, e la settima tra la gara olandese e il Gran Premio d'Italia, il mondiale vede la disputa di un Gran Premio a distanza di una settimana dall'altra. Il Gran Premio del Giappone torna a far parte del calendario del campionato mondiale di Formula 1 per la prima volta dal 2019, collocato sempre nel mese di ottobre come nell'ultima edizione del 2019. Nel corso delle ultime due stagioni il Gran Premio è stato annullato a causa delle problematiche dettate dalla pandemia di COVID-19. Nel 2020 la gara vide il suo annullamento in quanto la Federazione fu costretta ad annullare diverse tappe per via dell'emergenza sanitaria, senza essere sostituita, non venendo compresa nel calendario della stagione per la prima volta dalla stagione 1986. Nel corso del 2021 il Gran Premio fu annullato per la seconda stagione consecutiva, sempre per via della pandemia, rientrando tra i pochi Gran Premi a essere annullati per due stagioni consecutive, anche in questo caso senza essere rimpiazzato da un altro Gran Premio, a differenza di numerosi altri. Dopo la disputa del precedente Gran Premio di Singapore, il mondiale resta in Asia per il secondo Gran Premio consecutivo, occorrenza che si verifica per la seconda e ultima volta in stagione dopo quanto avvenuto tra il Gran Premio del Bahrein, gara inaugurale del campionato, e quello d'Arabia Saudita, seconda gara del mondiale disputata la settimana seguente. La categoria torna a disputare una corsa su una pista permanente. All'intero weekend di gara assistono 200 000 spettatori.
È il penultimo di cinque appuntamenti complessivi del calendario a disputarsi nel continente asiatico prima dell'ultima prova prevista, il Gran Premio di Abu Dhabi, gara conclusiva del campionato, in programma il successivo 20 novembre, senza considerare il Gran Premio d'Azerbaigian disputato a giugno tra l'Europa orientale e l'Asia occidentale. È la seconda prova a disputarsi nel mese di ottobre, la settima della seconda parte di stagione, e la quinta gara dopo la pausa estiva obbligatoria della durata di tre settimane, oltre a essere il quarto e ultimo Gran Premio della stagione, il secondo consecutivo, a tornare nel calendario mondiale, dopo quanto accaduto con il Gran Premio d'Australia corso a inizio aprile, con il Gran Premio del Canada corso a giugno e con il precedente Gran Premio di Singapore tenutosi sette giorni prima. Il contratto per la disputa del Gran Premio del Giappone nel calendario del campionato mondiale di Formula 1, sempre sul circuito di Suzuka, ha una valenza fino al termine della stagione 2024. Sponsor del Gran Premio è, come avvenuto nell'edizione del 2018, Honda, azienda locale multinazionale che produce automobili e motocicli, nota anche per le ricerche effettuate nel campo della robotica. Il marchio era stato designato quale title sponsor della gara anche per l'edizione del 2021 prima che quest'ultima fosse annullata a causa della pandemia di COVID-19.
Presente nel calendario del campionato mondiale di Formula 1 fin dalla stagione 1976 e valido quale prova della categoria dallo stesso anno, il Gran Premio del Giappone vede la disputa della sua quarantasettesima edizione, la trentaseiesima valida per il mondiale. Fino alla stagione 1994, anno dell'introduzione del Gran Premio del Pacifico nel calendario del campionato mondiale, la gara giapponese fu l'unica a ospitare un Gran Premio di Formula 1 nel continente asiatico. Il circuito di Suzuka, che festeggia il sessantesimo anniversario dalla sua costruzione, sede della gara a partire dall'edizione del 1987, è il tracciato ad aver ospitato il maggior numero di edizioni della corsa, su due principali configurazioni. La prima utilizzata dall'edizione inaugurale del 1987 fino all'edizione del 2002, mentre la seconda in uso dalla disputa dell'edizione 2003, con modifiche alla curva 15, nota come 130R, e alla chicane delle curve 16 e 17. Esso è, tra tutti i circuiti utilizzati nel calendario del campionato mondiale di Formula 1, l'unico caratterizzato da un layout con una configurazione a otto, comprendente di un sottopassaggio e conseguente cavalcavia. L'unica diversa località sede della gara è stato il circuito del Fuji nelle vicinanze di Yokohama, protagonista di quattro edizioni del Gran Premio, dal 1976 al 1977 e dal 2007 al 2008. Quest'ultime due edizioni furono corse su una diversa configurazione della pista, dopo una profonda rinnovazione dell'impianto. Nella stagione 2009 i due circuiti di proprietà di due case automobilistiche nipponiche rivali tra loro, Toyota e Honda, annunciarono che avrebbero organizzato la gara ad anni alterni. Sempre nello stesso anno la Toyota rinunciò a ospitare la Formula 1 sul circuito del Fuji, aprendo le porte al circuito di Suzuka come sede della gara fin da quella stagione. Il Gran Premio del Giappone non è stato disputato tra il 1978 e il 1986, prima di ritornare l'anno successivo sulla nuova sede ridisegnata della pista di Suzuka, e nelle ultime due stagioni a causa delle problematiche dettate dalla pandemia di COVID-19. La gara venne inserita nel calendario per il 1978, spostata però al 16 aprile, prima di essere definitivamente cancellata. Il Gran Premio, programmato per il 7 aprile della stagione 1985, fu annullato poiché la ricostruzione di alcune sezioni della pista di Suzuka richiedevano troppo tempo. Nell'edizione del 1987, la prima corsa sul circuito di Suzuka, la sessione di prove libere fu disputata, eccezionalmente, nella giornata del giovedì. Nelle edizioni del 2004 e 2009, a causa di un tifone, tutte le sessioni nella giornata del sabato furono cancellate. Le qualifiche si disputarono alla domenica mattina. Nelle edizioni del 2010 e 2019, l'ultima disputata, a causa di forte pioggia, le qualifiche furono spostate alla domenica mattina.
Vista la collocazione del Gran Premio del Giappone nella parte conclusiva del campionato, esso è stato oggetto in passato di diverse assegnazioni sia del titolo piloti, per dodici volte, che di quello costruttori, per otto volte. Il britannico James Hunt vinse il titolo piloti, sul circuito del Fuji, nell'edizione del 1976, seguito dal brasiliano Nelson Piquet, che trionfò in quella del 1987, dal connazionale Ayrton Senna, vincitore del mondiale piloti nelle edizioni 1988, 1990 e 1991, dal francese Alain Prost, nell'edizione del 1989, dal britannico Damon Hill, trionfante nella corsa del 1996, dal finlandese Mika Häkkinen, vincitore del titolo piloti nelle edizioni del 1998 e del 1999, dal tedesco Michael Schumacher, cui ottenne il mondiale nelle edizioni del 2000 e del 2003, e dal connazionale Sebastian Vettel, campione del mondo nell'edizione del 2011. Tutte le vittorie sono state appannaggio di quando il Gran Premio del Giappone fu l'ultima o la penultima gara della stagione, con l'eccezione del trionfo di Vettel, arrivato quando la gara giapponese fu la quindicesima prova di diciannove della stagione. La McLaren vinse il titolo costruttori per due volte, nel 1990 e nel 1998, seguita dalla Benetton nel 1995, dalla Williams nel 1997, e dalla Ferrari e dalla Mercedes, anch'esse per due volte; nel 1999 e 2003 per la scuderia di Maranello, e nel 2016 e 2019 per la scuderia tedesca. Il pilota cinese dell'Alfa Romeo, Zhou Guanyu, quello locale dell'AlphaTauri, Yuki Tsunoda, quello tedesco della Haas, Mick Schumacher, e quello canadese della Williams, Nicholas Latifi, gareggiano sul circuito di Suzuka per la prima volta in carriera in Formula 1. Zhou, Schumacher e Latifi corrono sul circuito giapponese per la prima volta. Tsunoda si è diplomato alla scuola di corse del circuito di Suzuka e nel 2016 ha debuttato sul circuito giapponese, nella Formula 4 locale, classificandosi secondo. Tra il 2017 e il 2018 ha preso parte ad altre quattro corse nella stessa categoria, ottenendo tre vittorie e un terzo posto. Per il pilota britannico della Mercedes, Lewis Hamilton, si tratta del trecentoseiesimo Gran Premio nella categoria, lo stesso numero di gare del tedesco Michael Schumacher e del connazionale Jenson Button, al quarto posto complessivo nella storia del mondiale. Latifi è inoltre penalizzato di cinque posizioni sulla griglia di partenza e di due punti sulla superlicenza per aver causato una collisione con Zhou alla curva 5 nel corso della gara del precedente Gran Premio di Singapore.
Il pilota britannico della Mercedes, Lewis Hamilton, in caso di successo, eguagliarebbe il tedesco Michael Schumacher per il maggior numero di vittorie in questo Gran Premio, con sei affermazioni. Schumacher vinse l'edizione del 1995 con la Benetton, seguita dai successi nel 1997, 2000, 2001, 2002 e 2004 con la Ferrari. Hamilton vinse l'edizione del 2007 con la McLaren, seguita dai trionfi nel 2014, 2015, 2017 e 2018, tutti con la Mercedes. Schumacher, inoltre, ha ottenuto due ulteriori vittorie in Giappone, vincendo entrambe le edizioni del soppresso Gran Premio del Pacifico, nel 1994 e nel 1995, con la Benetton.
Alla vigilia del Gran Premio d'Olanda, la Pirelli, fornitore unico degli pneumatici, annuncia che in questa gara e in quella successiva degli Stati Uniti d'America in programma il 23 ottobre, la seconda sessione di prove libere del venerdì viene allungata di 30 minuti rispetto al programma predefinito di un'ora, per permettere ai team di provare le gomme prototipali del fornitore unico degli pneumatici per la successiva stagione. L'obiettivo è avere dati, riscontri e pareri da parte dei costruttori per capire quali gomme saranno poi presentate e utilizzate nel 2023. Visto la disputa della seconda sessione di prove libere del venerdì con condizioni meteorologiche avverse, il test della Pirelli viene annullato, venendo riprogrammato nella stessa sessione del Gran Premio di Città del Messico in programma il successivo 30 ottobre. La sessione, comunque, viene tenuta sulla durata di 90 minuti.
Durante il precedente Gran Premio di Singapore, la Federazione, nella giornata del venerdì, rilascia una nota in cui afferma di ultimare la valutazione dei dati finanziari del campionato precedente presentati da tutti i team di Formula 1. Le presunte violazioni del regolamento finanziario, se presenti, sono trattate secondo il processo formale stabilito dal regolamento. Secondo le ultime indiscrezioni, la scuderia austriaca Red Bull Racing e quella britannica Aston Martin non avrebbero rispettato il budget cap posto a 145 milioni di dollari nel 2021. L'infrazione da parte della scuderia di Milton Keynes non è grave e dunque sarebbe inferiore al 5% del budget cap a disposizione della scorsa stagione. Le possibili sanzioni, dunque, non vanno oltre a una multa o a una decurtazione dei fondi a disposizione per la prossima stagione. In serata la Federazione rilascia un comunicato in cui prende atto delle speculazioni e delle congetture prive di fondamento emerse in relazione alla questione e ribadisce che la valutazione è in corso e che viene seguito il giusto processo senza tenere conto di alcuna discussione esterna. Prima della disputa di questo appuntamento è atteso un report dettagliato da parte dell'organo mondiale dell'automobilismo su eventuali sanzioni da adottare. Il team principal della Mercedes, Toto Wolff, ha in mente di saltare la trasferta giapponese, ma potrebbe cambiare idea in base al verdetto della Federazione sul bilancio 2021 della Red Bull Racing. Nella giornata del mercoledì, precedentemente programmata come quella in cui doveva essere pubblicato un report dettagliato sulle spese delle squadre, la Federazione comunica il rinvio al giorno successivo alla disputa della gara il rilascio dei certificati sul bilancio 2021 dei team su eventuali sanzioni legate al budget cap. La Federazione ribadisce che per la seconda volta che non c'è nulla di vero in quanto trapelato sino ad ora attraverso i media, con ogni insinuazione riguardante la diffusione di informazioni riservate da parte del personale della Federazione che è ugualmente priva di fondamento. Per la Federazione è il terzo rinvio riguardo alle comunicazioni sul budget cap. Le squadre erano state informate inizialmente per il 30 settembre, per poi la comunicazione essere spostata al 3 ottobre, successivamente al 5 ottobre e nuovamente al 10 ottobre.
La scuderia britannica McLaren gareggia con una speciale livrea con dettagli rosa neon ideati con lo sponsor OKX. Tale combinazione di colori è presente anche sulle tute dei due piloti, il britannico Lando Norris e l'australiano Daniel Ricciardo. La livrea è stata utilizzata anche nel precedente Gran Premio di Singapore corso la settimana prima. La scuderia austriaca Red Bull Racing e la scuderia italiana AlphaTauri annunciano il rafforzamento della partnership con l'azienda locale Honda. A partire da questo Gran Premio, per la prima volta dal Gran Premio di Abu Dhabi 2021, ultima gara del precedente campionato, il marchio torna a essere presente sulle vetture dei due costruttori. Tutti e quattro i piloti delle due squadre, il pilota campione del mondo in carica, l'olandese Max Verstappen, il messicano Sergio Pérez, il francese Pierre Gasly e quello locale Yuki Tsunoda, presenzieranno al tradizionale HRC Thanks Day, in programma il successivo 27 novembre. Pérez, inoltre, assume un ruolo di ambasciatore per l'accademia di guida della Honda Racing School (HRS). Honda apparve, in caratteri giapponesi, sulla livrea speciale della scuderia di Milton Keynes utilizzata nel corso del Gran Premio di Turchia 2021, disputato nella data in cui inizialmente sarebbe dovuta andare in scena la gara giapponese, prima che quest'ultima fosse annullata a causa della pandemia di COVID-19. La scuderia austriaca stringe anche una partnership con Bingo per la gara giapponese, azienda locale specializzata nell'organizzazione di aste internazionali di auto di lusso o di prima classe.
Il pilota francese dell'AlphaTauri, Pierre Gasly, firma un contratto con l'Alpine per la stagione successiva in sostituzione dello spagnolo Fernando Alonso, il quale, dopo la disputa del Gran Premio d'Ungheria, annuncia il passaggio in Aston Martin al posto del tedesco Sebastian Vettel, cui prima della gara ungherese annuncia il ritiro dalla categoria, dopo quindici stagioni. Gasly, che aveva un contratto per correre con la scuderia di Faenza anche nel 2023, viene sostituito del campione 2020-2021 di Formula E e 2019 di Formula 2, l'olandese Nyck de Vries, pilota di riserva per la Mercedes in questo campionato, che ha già debuttato nella categoria nel corso del Gran Premio d'Italia, a partire dalla terza sessione di prove libere sostituendo il pilota thailandese della Williams, Alexander Albon, in quanto gli è stata rilevata un'appendicite, dopo aver presto parte alla prima sessione di prove libere del Gran Premio di Spagna, sempre al posto di Albon per la scuderia britannica, nella stessa sessione del Gran Premio di Francia al posto del pilota britannico Lewis Hamilton alla Mercedes, e nuovamente nella stessa fase in Aston Martin al posto di Vettel nel Gran Premio d'Italia.
Per questo Gran Premio, come il precedente, la FIA designa il portoghese Eduardo Freitas quale direttore di gara. L'ex pilota di Formula 1 Mika Salo è nominato commissario aggiunto. Il finlandese ha svolto in passato, in diverse occasioni, tale funzione, l'ultima al Gran Premio d'Italia. È la casa automobilistica tedesca Mercedes, come nella gara precedente, a fornire la safety car e la medical car.

## Prove

### Resoconto
La prima sessione di prove libere è penalizzata dalla forte pioggia, che colpisce la pista. Ciò però non impedisce ai piloti di provare il tracciato, anche se nella prima mezz'ora chi affronta il percorso monta gomme da bagnato estremo. In seguito, il primo dei piloti a utilizzare gomme da bagnato intermedio è Valtteri Bottas. Nella parte finale della sessione si è verificato un nuovo aumento dell'intensità delle precipitazioni. Il miglior tempo è stato ottenuto da Fernando Alonso, che ha concluso solo sette tornate. Meno ancora Max Verstappen, che ha chiuso la sessione con il sesto tempo, ma con soli quattro giri effettuati. In classifica, alle spalle dello spagnolo, si sono piazzate le due Ferrari, che avevano programmato di effettuare delle comparazioni sui diversi tipi di fondo. La buona competitività dell'Alpine è stata confermata dal quarto tempo di Esteban Ocon. Al termine della sessione, nel suo giro di rientro, Mick Schumacher ha perso il controllo della sua monoposto, al termine delle curve a S, nel primo settore, e danneggiando ala e sospensione anteriore. L'Alfa Romeo è stata multata di 500 euro da parte della Federazione visto che Valtteri Bottas ha superato il limite di velocità stabilito nella corsia dei box.
La seconda sessione è stata condotta interamente utilizzando gomme da bagnato intermedio. In questa sessione i migliori due tempi sono stati conquistati dai due piloti della Mercedes, con George Russell che ha preceduto Lewis Hamilton. Le vetture della casa tedesca hanno condotto diversi giri, per la necessità di raccogliere dati, in quanto le previsioni annunciano pioggia anche per il Gran Premio. Al terzo e quarto posto della graduatoria ci sono le due Red Bull Racing, con Verstappen staccato di oltre otto decimi dal tempo di Russell. L'olandese si è lamentato per il surriscaldamento delle gomme anteriori, anche se le condizioni dell'asfalto non consentivano il passaggio alle gomme slick. Kevin Magnussen è quinto, davanti a Carlos Sainz Jr.. Più indietro si è piazzato Charles Leclerc, autore anche di un lungo, con la sua vettura che è terminata nella via di fuga. L'evento ha consigliato alla scuderia di far terminare anzitempo le prove al monegasco. Non ha preso parte alle prove Schumacher, vista l'impossibilità per la Haas di approntare in tempo una monoposto per il pilota tedesco, dopo l'incidente patito nella prima sessione. La sessione è stata confermata su 90 minuti, ovvero mezz'ora in più del solito per consentire ai piloti di testare le gomme slick per il 2023, anche se, svolgendosi su pista bagnata, non è stato possibile portare a termine i test previsti dalla Pirelli. Il test viene riprogrammato per la stessa sessione del Gran Premio di Città del Messico in programma il successivo 30 ottobre.
Prima dell'inizio della terza sessione di prove libere del sabato, sulla vettura di Carlos Sainz Jr., Valtteri Bottas, Zhou Guanyu e Kevin Magnussen viene installata la settima unità relativa all'impianto di scarico. Tutti i piloti non sono penalizzati sulla griglia di partenza in quanto il nuovo componente installato rientra tra quelli utilizzabili nel numero massimo stabilito dal regolamento tecnico.
La sessione del sabato è disputata su pista asciutta. Ciò consente ai piloti di testare le soluzioni tecniche per la gara, limitando la ricerca della prestazione sul giro secco. Verstappen è stato il pilota più rapido, riuscendo a precedere la coppia dei piloti della Ferrari. Le vetture italiane hanno dimostrato una maggiore consistenza nella simulazione di gara. Al quarto posto si è classificato Alonso. Le Mercedes hanno colto il sesto e settimo tempo, facendo segnare delle velocità di punta non significanti, puntando a un'aerodinamica più adatta alla pioggia, prevista per la gara.
Al termine della terza sessione di prove libere del sabato, il delegato tecnico della Federazione, Jo Bauer, comunica che il pilota thailandese della Williams, Alexander Albon, ha utilizzato due treni di gomme medie mischiati. La scuderia britannica viene convocata dai commissari sportivi. Essa viene multata di 1 000 euro da parte della Federazione.

### Risultati
Nella prima sessione del venerdì si è avuta questa situazione:
| Pos | Nº | Pilota           | Costruttore    | Tempo    | Gap    | Giri |
| --- | -- | ---------------- | -------------- | -------- | ------ | ---- |
| 1   | 14 | Fernando Alonso  | Alpine-Renault | 1'42"248 |        | 7    |
| 2   | 55 | Carlos Sainz Jr. | Ferrari        | 1'42"563 | +0"315 | 15   |
| 3   | 16 | Charles Leclerc  | Ferrari        | 1'42"634 | +0"386 | 16   |

Nella seconda sessione del venerdì si è avuta questa situazione:
| Pos | Nº | Pilota         | Costruttore          | Tempo    | Gap    | Giri |
| --- | -- | -------------- | -------------------- | -------- | ------ | ---- |
| 1   | 63 | George Russell | Mercedes             | 1'41"935 |        | 23   |
| 2   | 44 | Lewis Hamilton | Mercedes             | 1'42"170 | +0"235 | 22   |
| 3   | 1  | Max Verstappen | Red Bull Racing-RBPT | 1'42"786 | +0"851 | 24   |

Nella sessione del sabato mattina si è avuta questa situazione:
| Pos | Nº | Pilota           | Costruttore          | Tempo    | Gap    | Giri |
| --- | -- | ---------------- | -------------------- | -------- | ------ | ---- |
| 1   | 1  | Max Verstappen   | Red Bull Racing-RBPT | 1'30"671 |        | 22   |
| 2   | 55 | Carlos Sainz Jr. | Ferrari              | 1'30"965 | +0"294 | 27   |
| 3   | 16 | Charles Leclerc  | Ferrari              | 1'30"980 | +0"309 | 27   |

## Qualifiche

### Resoconto
Pierre Gasly segna il primo rilievo cronometrico (1'32"049), immediatamente migliorato dall'alto pilota dell'AlphaTauri, Yuki Tsunoda. Il tempo del pilota di casa è battuto da Lando Norris, a sua volta migliorato da Pérez, in 1'30"622. Verstappen prende il comando della classifica (1'30"224), mentre Carlos Sainz Jr. resta a 0"112 dal tempo del campione del mondo. Daniel Ricciardo sopravanza il suo compagno di team, Norris, di sei decimi, con Leclerc che sale in terza posizione. I piloti della Mercedes effettuano il primo tentativo con gomme medie, ma si posizionano lontani in classifica. Fanno bene, invece, le due Alpine, con Alonso quarto e Ocon settimo. Gasly e Tsunoda rientrano nei migliori dieci, ma entrambi si lamentano per il funzionamento dei freni. Le Mercedes tornano in pista, con gomme soft: Russell sale sesto, davanti a Hamilton, ottavo. Alexander Albon vede annullato il suo tempo per aver passato i limiti di pista. A eccezione dei primi cinque piloti, tutti gli altri tornano sul tracciato, per un ultimo tentativo. Vettel rimonta in dodicesima posizione, Schumacher è undicesimo, mentre Zhou è ottavo. Migliora anche Lance Stroll, ma non in maniera sufficiente per entrare tra i qualificati per la seconda fase. Oltre al canadese dell'Aston Martin, non passano il taglio Albon, Gasly, Kevin Magnussen e Nicholas Latifi.
Nella seconda fase i primi piloti ad affrontare la pista sono i due della Ferrari: Sainz Jr. chiude in 1'30"444, mentre Leclerc si piazza a 0"042 dal tempo dello spagnolo. Poco dopo è Verstappen a prendere il comando della sessione (1'30"346). Sia i piloti della scuderia di Maranello, che quelli della Red Bull Racing utilizzano, per questo tentativo, gomme usate. Pérez, quarto davanti a Vettel, viene battuto dalle due Alpine. Norris si intercala davanti a Vettel, poi è Hamilton che si pone tra le due Alpine. George Russell si pone alle spalle di Pérez, prima che Ricciardo salga in quinta posizione, portandosi tra Ocon e Lewis Hamilton. I primi tre, Verstappen e la coppia Ferrari, non effettuano altri tentativi, e attendono ai box la fine della sessione. Sebastian Vettel risale sesto, mentre Esteban Ocon fa anche meglio, arrampicandosi fino alla seconda posizione. In seguito Pérez è capace, su gomme nuove, di battere il tempo del suo compagno di team, portandosi al comando. Risale anche Alonso, secondo, mentre Hamilton è quinto. I vari piloti che giungono sul traguardo fanno retrocedere Leclerc fino alla nona posizione, sufficiente comunque per il passaggio in Q3. Non accedono, invece, alla fase conclusiva Ricciardo, per tre millesimi di secondo, Valtteri Bottas, Tsunoda, Zhou Guanyu e Mick Schumacher.
In Q3 Ocon fissa il tempo di riferimento (1'31"106), migliorato da Charles Leclerc, in 1'29"557. Pérez è solo a due decimi dal tempo del monegasco, mentre Sainz Jr. batte il messicano, ed è secondo. Poco dopo è Verstappen a strappare la pole position provvisoria (1'29"304). L'olandese dimostra maggiore competitività nel primo e nell'ultimo settore della pista. Il campione del mondo, nel suo giro di lancio, ha rallentato vistosamente alla curva 15 chiamata 130R e, per scaldare gli pneumatici, ha effettuato degli ondeggiamenti, rischiando il contatto col sopraggiungente Norris. I commissari di pista aprono un'indagine, per la manovra del pilota della Red Bull Racing. Alonso si piazza quinto, davanti alla coppia della Mercedes. Norris, molto veloce nel primo settore, è davanti a Ocon, mentre Vettel si limita a un solo giro veloce. Il tedesco è sesto. Col secondo tentativo né Leclerc né Sainz Jr. riescono a battere il tempo di Verstappen, pur avvicinandoglisi a pochi millesimi. Nemmeno l'olandese è capace di migliorarsi, ma conserva la pole position. Segue Pérez, quarto, davanti a Ocon e Hamilton.
Max Verstappen conquista la diciottesima pole position in carriera, la quinta stagionale, per la prima volta da quella ottenuta nel Gran Premio d'Olanda, dove poi vinse la corsa. Per il pilota olandese campione del mondo della Red Bull Racing è solamente la seconda pole position nelle ultime sette gare. Verstappen, che non aveva mai ottenuto la partenza in prima posizione sul circuito di Suzuka fin dal suo debutto nella categoria nella stagione 2016, eguaglia il numero delle partenze al palo nel mondiale di Mario Andretti, René Arnoux, Kimi Räikkönen e Charles Leclerc. Verstappen ottiene la pole position sulla pista giapponese dove debuttò in una sessione ufficiale durante un Gran Premio di Formula 1, in quella delle prime prove libere nell'edizione del 2014 per una diversa scuderia, quella denominata all'epoca Toro Rosso. Per la Red Bull Racing è la sesta pole position stagionale, la settantanovesima della propria storia, la prima dal Gran Premio d'Olanda proprio con Verstappen, e la prima dall'edizione 2013 della gara con Vettel, oltre a essere la sesta complessiva nel Gran Premio del Giappone, dopo quelle ottenute consecutivamente tra l'edizione del 2009 e proprio del 2013, eguagliando la scuderia britannica McLaren e staccando di una lunghezza il team tedesco Mercedes per numero di pole position nel Gran Premio del Giappone, oltre a essere la prima nell'era turbo-ibrida sul circuito giapponese iniziata nella stagione 2014. La scuderia di Milton Keynes ottiene nuovamente la partenza al palo nella gara giapponese con i propulsori sotto una diversa denominazione, Red Bull Powertrains, in sigla RBPT, rispetto all'ultima ottenuta nel 2013 spinta dai motori Renault. Leclerc, secondo, condivide la prima fila con il pilota olandese per l'ottava volta in stagione. Terminando nelle rispettive posizioni di qualificazione, Verstappen avrebbe bisogno del punto addizionale del giro più veloce per ottenere il secondo mondiale piloti consecutivo, il primo della storia della categoria di nazionalità olandese. Sainz Jr. parte in terza posizione per la settima volta in campionato, mentre la quarta posizione di Pérez testimonia che i due piloti della Red Bull Racing e della Ferrari occupano le prime quattro posizioni per la prima volta dal Gran Premio di Gran Bretagna. Per il messicano è la prima partenza nelle prime quattro posizioni in carriera sul circuito di Suzuka nella sua decima apparizione. Con la quinta posizione di Ocon, l'Alpine presenta un pilota nelle prime cinque posizioni per il secondo Gran Premio consecutivo, la sesta complessiva in stagione, dopo la quinta posizione di qualificazione di Alonso ottenuta nel precedente Gran Premio di Singapore. La sesta posizione di Hamilton, qualificato davanti a Russell per la quinta gara consecutiva, è il risultato più basso sul circuito di Suzuka dalla qualificazione al nono posto nell'edizione del 2012 con la McLaren, mentre per Alonso, settimo, è il miglior risultato in qualifica nel Gran Premio del Giappone dal quinto posto con la Ferrari nell'edizione del 2014. Vettel, nono, accede alla Q3 per la prima volta dal Gran Premio d'Azerbaigian, dieci Gran Premi fa, la striscia più lunga di qualsiasi pilota in campionato. Il tedesco mantiene il record di partire nelle prime dieci posizioni nella gara giapponese in tutte le sue partecipazioni. Ricciardo, undicesimo, non accede alla Q3 per soli tre millesimi, mentre Bottas si aggiudica il confronto testa a testa in qualifica con il compagno di scuderia Zhou, essendosi qualificato davanti al pilota cinese per la dodicesima volta in stagione. Per il finlandese questa posizione è quella più bassa dall'edizione del 2013 dove si qualificò tredicesimo con la Williams. Zhou ottiene la quattordicesima posizione per la terza volta nelle ultime quattro gare. Gasly, diciassettesimo, è eliminato in Q1 per la sesta volta in campionato, mentre Magnussen, diciottesimo, non riesce a entrare in Q3 nella gara giapponese fin dalla settima posizione dell'edizione del 2014, stagione in cui il pilota danese debuttò nella categoria, alla guida della McLaren. Albon, sedicesimo, non è qualificato alla Q2 per soli 0"056. È stato il margine più basso in stagione, 0"010, tra l'autore della pole position, Verstappen, e il secondo, Leclerc. L'ultima fila dello schieramento è occupata da due piloti canadesi, Stroll e Latifi, con quest'ultimo il pilota più lento in qualifica per il secondo Gran Premio consecutivo dopo quello di Singapore.
Al termine delle qualifiche, Max Verstappen e Lando Norris vengono convocati dai commissari sportivi per via di un'incomprensione tra i due piloti nel primo giro di lancio per il primo tentativo, in cui il pilota olandese della Red Bull Racing ha perso il controllo della vettura alla curva 15 e alla curva 16 con il britannico della McLaren in un tentativo di sorpasso, durante la Q3. Verstappen riceve una reprimenda, la prima della stagione.
È stato cancellato un tempo dai commissari sportivi ai piloti per non aver rispettato i limiti della pista, durante le qualifiche. Se l'è visto cancellare Alexander Albon alla curva 14.

### Risultati
Nella sessione di qualifica si è avuta questa situazione:
| Pos                         | Nº | Pilota           | Costruttore                  | Q1       | Q2       | Q3       | Griglia |
| --------------------------- | -- | ---------------- | ---------------------------- | -------- | -------- | -------- | ------- |
| 1                           | 1  | Max Verstappen   | Red Bull Racing-RBPT         | 1'30"224 | 1'30"346 | 1'29"304 | 1       |
| 2                           | 16 | Charles Leclerc  | Ferrari                      | 1'30"402 | 1'30"486 | 1'29"314 | 2       |
| 3                           | 55 | Carlos Sainz Jr. | Ferrari                      | 1'30"336 | 1'30"444 | 1'29"361 | 3       |
| 4                           | 11 | Sergio Pérez     | Red Bull Racing-RBPT         | 1'30"622 | 1'29"925 | 1'29"709 | 4       |
| 5                           | 31 | Esteban Ocon     | Alpine-Renault               | 1'30"696 | 1'30"357 | 1'30"165 | 5       |
| 6                           | 44 | Lewis Hamilton   | Mercedes                     | 1'30"906 | 1'30"443 | 1'30"261 | 6       |
| 7                           | 14 | Fernando Alonso  | Alpine-Renault               | 1'30"603 | 1'30"343 | 1'30"322 | 7       |
| 8                           | 63 | George Russell   | Mercedes                     | 1'30"865 | 1'30"465 | 1'30"389 | 8       |
| 9                           | 5  | Sebastian Vettel | Aston Martin Aramco-Mercedes | 1'31"256 | 1'30"656 | 1'30"554 | 9       |
| 10                          | 4  | Lando Norris     | McLaren-Mercedes             | 1'30"881 | 1'30"473 | 1'31"003 | 10      |
| 11                          | 3  | Daniel Ricciardo | McLaren-Mercedes             | 1'30"880 | 1'30"659 | N.D.     | 11      |
| 12                          | 77 | Valtteri Bottas  | Alfa Romeo-Ferrari           | 1'31"226 | 1'30"709 | N.D.     | 12      |
| 13                          | 22 | Yuki Tsunoda     | AlphaTauri-RBPT              | 1'31"130 | 1'30"808 | N.D.     | 13      |
| 14                          | 24 | Zhou Guanyu      | Alfa Romeo-Ferrari           | 1'30"894 | 1'30"953 | N.D.     | 14      |
| 15                          | 47 | Mick Schumacher  | Haas-Ferrari                 | 1'31"152 | 1'31"439 | N.D.     | 15      |
| 16                          | 23 | Alexander Albon  | Williams-Mercedes            | 1'31"311 | N.D.     | N.D.     | 16      |
| 17                          | 10 | Pierre Gasly     | AlphaTauri-RBPT              | 1'31"322 | N.D.     | N.D.     | PL      |
| 18                          | 20 | Kevin Magnussen  | Haas-Ferrari                 | 1'31"352 | N.D.     | N.D.     | 17      |
| 19                          | 18 | Lance Stroll     | Aston Martin Aramco-Mercedes | 1'31"419 | N.D.     | N.D.     | 18      |
| 20                          | 6  | Nicholas Latifi  | Williams-Mercedes            | 1'31"511 | N.D.     | N.D.     | 19      |
| Tempo limite 107%: 1'36"539 |    |                  |                              |          |          |          |         |

In grassetto sono indicate le migliori prestazioni in Q1, Q2 e Q3.

## Gara

### Resoconto
Prima della gara, sulla vettura di Pierre Gasly viene sostituito l'alettone posteriore e la zavorra dell'alettone anteriore. Il pilota dell'AlphaTauri, qualificatosi in diciassettesima posizione, è costretto a partire dalla pit lane in quanto i nuovi componenti sono diversi da quelli originariamente utilizzati, con modifiche alla messa a punto della sospensione posteriore.
Tutti i piloti iniziano la gara con gomme da bagnato intermedio, anche se le due Alpine avevano condotto il giro di allineamento sulla griglia di partenza con gomme da bagnato estremo. La pioggia è continua sul tracciato, e la visibilità non è perfetta, ma la gara inizia in maniera ordinaria, senza la presenza in pista della safety car. Verstappen resiste all'attacco di Leclerc che, alla prima curva, riesce anche a mettersi davanti all'olandese. Segue Pérez che ha passato Sainz Jr.. Nelle retrovie c'è un contatto tra Sebastian Vettel e Fernando Alonso, con il pilota tedesco che termina nella via di fuga, ma può proseguire la gara. Nel corso del primo giro Carlos Sainz Jr. perde il controllo della sua monoposto alla curva 12, a causa di un aquaplaning, terminando contro le barriere. La Ferrari rientra in pista e viene sfiorata dalle altre vetture. Un panello pubblicitario finisce contro l'AlphaTauri di Pierre Gasly, che è costretto ai box. La direzione di gara invia in pista la vettura di sicurezza, ma le condizioni di pista, e la scarsa visibilità, impongono la bandiera rossa. Inoltre, in regime di safety car, diversi piloti si lamentano per la presenza, a bordo pista, di due trattori inviati per recuperare la vettura di Sainz Jr. e quella di Alexander Albon, ritiratosi, nel frattempo, per problemi idraulici. Gasly viene messo sotto osservazione dalla direzione gara per essere transitato troppo velocemente vicino al veicolo di sicurezza che stava rimuovendo la vettura incidentata di Sainz Jr.. L'episodio sarà valutato al termine della gara.
Le condizioni meteorologiche non permettono, fino alle 16:15 locali, la ripresa della gara. Ciò comporta che, tenendo conto che la gara è iniziata alle 14:00, il Gran Premio si svolgerà su 45 minuti. Con il numero ridotto di giri cui esso verrà completato, verranno comunque attribuiti pieni punti, vista la ripresa della gara dopo la sospensione. La ripartenza viene data dietro alla safety car, ma i piloti comunicano che le condizioni della pista sono migliori, rispetto alla prima partenza, e che presto potranno essere montate le gomme da bagnato intermedio. Verstappen è al comando, seguito da Leclerc, Pérez, Ocon, Hamilton, Alonso e Russell. Con la ripresa della valenza agonistica della gara, dopo due giri, Verstappen mantiene la testa. Subito Sebastian Vettel e Nicholas Latifi entrano ai box, per montare gomme da bagnato intermedio. Seguono, il giro seguente, anche Verstappen e Leclerc. Si trova in testa Fernando Alonso che però, presto, passa anche lui ai box. Al decimo giro, terminata la girandola delle soste, Verstappen è al comando, con 4"3 su Leclerc, penalizzato al pit stop dal sopraggiungere di Pérez, 11"7 sullo stesso messicano, 15"5 su Mick Schumacher, unico a non aver ancora montato le gomme intermedie. Il tedesco sarà poi costretto a cedere diverse posizioni, a causa delle gomme non adatte. Vettel e Latifi, grazie al cambio gomme anticipato, sono sesto e ottavo.
Leclerc, che ha anche fatto segnare il giro veloce, perde terreno su Verstappen, e vede avvicinarsi Sergio Pérez. Dietro Lewis Hamilton inizia a infastidire Esteban Ocon. Nel frattempo George Russell passa prima Tsunoda, poi Norris, ed è nono, al quindicesimo giro. Cinque giri dopo il britannico supera anche Latifi. Vari piloti decidono di effettuare un secondo cambio gomme, in quanto le gomme intermedie hanno un certo degrado. Tra questi non c'è Charles Leclerc, che perderebbe troppe posizioni. Alonso, che ha effettutato la seconda sosta al ventitreesimo giro, rientra in gara alle spalle di Russell e Latifi. Un giro dopo e lo spagnolo recupera l'ottava posizione sul canadese. Leclerc resiste fino all'ultimo giro a Pérez ma, all'ultima chicane va lungo,  per poi chiudere sul messicano all'ultima curva, manovra che gli costerà una penalizzazione. Sempre all'ultimo passaggio Alonso passa Russell, e scala settimo.
Max Verstappen vince il trentaduesimo Gran Premio in carriera, la dodicesima vittoria in stagione, per la prima volta dal Gran Premio d'Italia, conquistando per la seconda stagione consecutiva il mondiale piloti, il primo di nazionalità olandese nella storia della categoria a ottenere nuovamente il titolo iridato, all'età di 25 anni e 9 giorni, il secondo più giovane bicampione del mondo. Egli, che non aveva mai trionfato o condotto un giro al comando sul circuito di Suzuka fin dal suo debutto nella categoria nella stagione 2015, eguaglia il numero dei successi nella categoria di Alonso, al sesto posto in classifica nella graduatoria di tutti i tempi per maggior numero di trionfi. Verstappen, che supera gli 8 000 km condotti in testa, ottiene la seconda corona iridata sulla pista giapponese dove debuttò in una sessione ufficiale durante un Gran Premio di Formula 1, in quella delle prime prove libere nell'edizione del 2014 per una diversa scuderia, quella denominata all'epoca Toro Rosso. Con quattro gare rimanenti, Verstappen può ancora battere il record detenuto dai due tedeschi Vettel e Michael Schumacher, entrambi capaci di vincere tredici gare in un campionato mondiale, rispettivamente nel 2004 e nel 2013.
L'olandese eguaglia il numero di titoli mondiali dell'italiano Alberto Ascari, dei britannici Jim Clark e Graham Hill, del brasiliano Emerson Fittipaldi, del finlandese Mika Häkkinen e dello spagnolo Alonso. Verstappen è l'undicesimo pilota a vincere il titolo piloti consecutivamente, nonché il diciassettesimo dei 34 campioni del mondo della categoria a vincere più di un titolo. Per la Red Bull Racing è la settima vittoria consecutiva, l'ottantanovesima complessiva della propria storia, nonché la quattordicesima della stagione, fissando il nuovo record per maggior numero di successi in un singolo campionato dalle tredici vittorie ottenute nella stagione 2013. Per la scuderia di Milton Keynes, alla ventiduesima doppietta, la quinta dell'anno, nuovo record in un singolo campionato per il costruttore austriaco, è il quinto successo nel Gran Premio del Giappone, il primo nell'era turbo-ibrida iniziata nella stagione 2014, per la prima volta dall'edizione del 2013 con Vettel, con i motori sotto una diversa denominazione, Red Bull Powertrains, in sigla RBPT, a differenza dell'ultimo trionfo spinta da propulsori Renault. La scuderia austriaca termina una striscia di sei successi consecutivi nella gara giapponese a opera del costruttore tedesco Mercedes tra il 2014 e il 2019. Pérez, secondo, ottiene due podi consecutivi per la prima volta dalla disputa dei Gran Premi di Monaco e d'Azerbaigian. Il pilota messicano non aveva mai terminato nelle prime posizioni sul circuito di Suzuka, dopo aver concluso settimo nelle tre precedenti apparizioni. Per Leclerc, terzo, è stato il quarto podio consecutivo, la striscia della sua carriera più lunga, ottenuta due volte nella stagione 2019, anche se la penalità di cinque secondi gli è costata il secondo posto e ha messo fine alle sue speranze di campionato, ora terzo in classifica piloti superato da Pérez.
Grazie al quarto posto di Ocon, l'Alpine ottiene il miglior risultato stagionale, mentre per Hamilton la quinta posizione è stato il risultato peggiore sul circuito giapponese dal ritiro nell'edizione del 2013. La scuderia francese sorpassa nuovamente la McLaren nel campionato costruttori per il quarto posto, dopo lo scambio di posizioni a Singapore, mentre per il pilota britannico della Mercedes si è trattato del trecentoseiesimo Gran Premio nella categoria, lo stesso numero di gare del tedesco Michael Schumacher e del connazionale Jenson Button, al quarto posto complessivo nella storia del mondiale. Per la seconda gara consecutiva, l'Aston Martin, grazie a Vettel, presenta un pilota nelle prime sei posizioni, dopo la sesta piazza ottenuta dal compagno di scuderia Stroll nel Gran Premio di Singapore. Il tedesco precede sul traguardo Alonso per 0"011. Lo spagnolo, in settima posizione, ottiene punti sul circuito di Suzuka dal quarto posto con la Ferrari nella gara del 2013. Il due volte campione del mondo stabilisce un nuovo record per l'intervallo più lungo tra due gare al comando, 19 anni 6 mesi e 16 giorni, tra il Gran Premio della Malesia 2003 e la gara giapponese, battendo il record di Michael Schumacher di 19 anni 1 mese 9 giorni, tra il Gran Premio del Belgio 1992 e l'edizione 2011 del Gran Premio del Giappone. Per Russell, ottavo, è stata solamente la terza volta durante il campionato a terminare fuori dalle prime cinque posizioni, la seconda consecutiva. Grazie al nono posto, Latifi ottiene i primi punti in campionato, per la prima volta dal Gran Premio del Belgio 2021, adesso davanti a De Vries e Hülkenberg in classifica piloti, i quali hanno sostituito rispettivamente Albon alla Williams, nel Gran Premio d'Italia, e Vettel all'Aston Martin, nelle prime due gare. Per la scuderia di Grove è stata la quinta volta in stagione a ottenere punti.
Zhou ottiene il primo giro più veloce in carriera, il sedicesimo pilota più giovane ad ottenerlo nella storia del mondiale, all'età di 23 anni, 4 mesi e 9 giorni, ma senza punto addizionale, in quanto ha terminato la gara fuori dai primi dieci. La scuderia per la quale il pilota cinese corre, la svizzera Alfa Romeo, non faceva registrare un giro più veloce dall'edizione 2013 del Gran Premio di Spagna, quando allora lo segnò il messicano Esteban Gutiérrez e la squadra correva con il nome Sauber. Per un'Alfa Romeo è il primo giro veloce dal Gran Premio del Belgio 1983 con l'italiano Andrea De Cesaris. Per la tredicesima volta nella storia del mondiale un pilota vince il campionato da campione in carica. Verstappen ha conquistato il secondo titolo iridato 302 giorni dopo il primo ottenuto nel Gran Premio di Abu Dhabi 2021, dietro solo al britannico Jack Brabham, vincitore dei titoli 1959 e 1960 a distanza di 247 giorni. Verstappen, comunque, batte il tedesco Michael Schumacher, al terzo posto generale dopo 315 giorni trascorsi tra il titolo 2000 e 2001.
Il Gran Premio del Giappone vede l'assegnazione del titolo piloti per la tredicesima volta, con Verstappen che diviene il nono pilota diverso, l'ottavo sul circuito di Suzuka, a laurearsi campione. Prima di lui, il britannico James Hunt vinse il titolo piloti, sul circuito del Fuji, nell'edizione del 1976, seguito dal brasiliano Nelson Piquet, che trionfò in quella del 1987, dal connazionale Ayrton Senna, vincitore del mondiale piloti nelle edizioni 1988, 1990 e 1991, dal francese Alain Prost, nell'edizione del 1989, dal britannico Damon Hill, trionfante nella corsa del 1996, dal finlandese Mika Häkkinen, vincitore del titolo piloti nelle edizioni del 1998 e del 1999, dal tedesco Michael Schumacher, cui ottenne il mondiale nelle edizioni del 2000 e del 2003, e dal connazionale Sebastian Vettel, campione del mondo nell'edizione del 2011.
Per la seconda volta, il titolo è deciso nella gara giapponese quando quest'ultima non è stata la penultima o ultima prova del campionato, ma bensì tenutasi con ancora quattro Gran Premi al termine, come nel caso del titolo di Vettel nel campionato 2011. Nonostante il Gran Premio sia stato completato per una distanza compresa tra il 50% e il 75% di quella prevista per il raggiungimento del tempo limite delle tre ore di gara, a causa di avverse condizioni meteorologiche, con i punti che sarebbero stati assegnati secondo il nuovo sistema di punteggio valido da questa stagione, quest'ultimi sono stati distribuiti normalmente in quanto la gara, sospesa dopo due giri completati, è ripresa ed è stata completata nel tempo limite di tre ore, come da regolamento. La bandiera a scacchi è stata data allo scoccare delle tre ore dall'inizio dell'evento, senza consentire ai piloti la disputa dell'ultimo giro addizionale. Quest'ultimo viene effettuato una volta completate le due ore di gara, ma tale regola svanisce essendo stato utilizzato in questo caso il limite delle tre ore dall'inizio dell'evento. È stato il terzo Gran Premio della stagione a essere stato sospeso momentaneamente con bandiera rossa, dopo quelli di Monaco e di Gran Bretagna, nonché il terzo in totale, oltre che il secondo consecutivo, a essere terminato prima della distanza prevista, dopo quelli di Monaco e Singapore, corso sette giorni prima. A partire dal 2014, la gara giapponese non viene completata secondo la distanza prevista per tre volte.
Il punto addizionale del giro più veloce non viene assegnato come nella gara precedente a Singapore, ovvero per la seconda volta in questo campionato e per la sesta complessiva dopo essere stato reintrodotto nella stagione 2019, in quanto ottenuto da Zhou, sedicesimo, fuori dalle prime dieci posizioni. Si è trattato del Gran Premio di Formula 1 completato dal vincitore con la media oraria più bassa di sempre nella storia della categoria con 53,582 km/h. Il precedente record apparteneva al Gran Premio del Canada 2011 in cui il britannico Jenson Button completò la corsa con una media di 74,844 km/h con la gara interrotta due ore a causa di forti piogge. Per la prima volta dal 2013 con Vettel, il titolo piloti è vinto da un pilota portante il numero 1 sulla vettura, riservato al campione del mondo.

### Risultati
I risultati del Gran Premio sono i seguenti:
| Pos | Nº | Pilota           | Costruttore                  | Giri | Tempo/Ritiro | Griglia | Punti |
| --- | -- | ---------------- | ---------------------------- | ---- | ------------ | ------- | ----- |
| 1   | 1  | Max Verstappen   | Red Bull Racing-RBPT         | 28   | 3h01'44"004  | 1       | 25    |
| 2   | 11 | Sergio Pérez     | Red Bull Racing-RBPT         | 28   | +27"066      | 4       | 18    |
| 3   | 16 | Charles Leclerc  | Ferrari                      | 28   | +31"763      | 2       | 15    |
| 4   | 31 | Esteban Ocon     | Alpine-Renault               | 28   | +39"685      | 5       | 12    |
| 5   | 44 | Lewis Hamilton   | Mercedes                     | 28   | +40"326      | 6       | 10    |
| 6   | 5  | Sebastian Vettel | Aston Martin Aramco-Mercedes | 28   | +46"358      | 9       | 8     |
| 7   | 14 | Fernando Alonso  | Alpine-Renault               | 28   | +46"369      | 7       | 6     |
| 8   | 63 | George Russell   | Mercedes                     | 28   | +47"661      | 8       | 4     |
| 9   | 6  | Nicholas Latifi  | Williams-Mercedes            | 28   | +1'10"143    | 19      | 2     |
| 10  | 4  | Lando Norris     | McLaren-Mercedes             | 28   | +1'10"782    | 10      | 1     |
| 11  | 3  | Daniel Ricciardo | McLaren-Mercedes             | 28   | +1'12"877    | 11      |       |
| 12  | 18 | Lance Stroll     | Aston Martin Aramco-Mercedes | 28   | +1'13"904    | 18      |       |
| 13  | 22 | Yuki Tsunoda     | AlphaTauri-RBPT              | 28   | +1'15"599    | 13      |       |
| 14  | 20 | Kevin Magnussen  | Haas-Ferrari                 | 28   | +1'26"016    | 17      |       |
| 15  | 77 | Valtteri Bottas  | Alfa Romeo-Ferrari           | 28   | +1'26"496    | 12      |       |
| 16  | 24 | Zhou Guanyu      | Alfa Romeo-Ferrari           | 28   | +1'27"043    | 14      |       |
| 17  | 47 | Mick Schumacher  | Haas-Ferrari                 | 28   | +1'32"523    | 15      |       |
| 18  | 10 | Pierre Gasly     | AlphaTauri-RBPT              | 28   | +1'48"091    | PL      |       |
| Rit | 55 | Carlos Sainz Jr. | Ferrari                      | 0    | Incidente    | 3       |       |
| Rit | 23 | Alexander Albon  | Williams-Mercedes            | 0    | Idraulica    | 16      |       |

## Classifiche mondiali

### Piloti
| Pos | Pilota           | Punti |
| --- | ---------------- | ----- |
| 1   | Max Verstappen   | 366   |
| 2   | Sergio Pérez     | 253   |
| 3   | Charles Leclerc  | 252   |
| 4   | George Russell   | 207   |
| 5   | Carlos Sainz Jr. | 202   |
| 6   | Lewis Hamilton   | 180   |
| 7   | Lando Norris     | 101   |
| 8   | Esteban Ocon     | 78    |
| 9   | Fernando Alonso  | 65    |
| 10  | Valtteri Bottas  | 46    |
| 11  | Sebastian Vettel | 32    |
| 12  | Daniel Ricciardo | 29    |
| 13  | Pierre Gasly     | 23    |
| 14  | Kevin Magnussen  | 22    |
| 15  | Lance Stroll     | 13    |
| 16  | Mick Schumacher  | 12    |
| 17  | Yuki Tsunoda     | 11    |
| 18  | Zhou Guanyu      | 6     |
| 19  | Alexander Albon  | 4     |
| 20  | Nicholas Latifi  | 2     |
| 21  | Nyck de Vries    | 2     |

### Costruttori
| Pos | Costruttore                  | Punti |
| --- | ---------------------------- | ----- |
| 1   | Red Bull Racing-RBPT         | 619   |
| 2   | Ferrari                      | 454   |
| 3   | Mercedes                     | 387   |
| 4   | Alpine-Renault               | 143   |
| 5   | McLaren-Mercedes             | 130   |
| 6   | Alfa Romeo-Ferrari           | 52    |
| 7   | Aston Martin Aramco-Mercedes | 45    |
| 8   | Haas-Ferrari                 | 34    |
| 9   | AlphaTauri-RBPT              | 34    |
| 10  | Williams-Mercedes            | 8     |

## Decisioni della FIA
Al termine della gara, Pierre Gasly viene convocato dai commissari sportivi per eccesso di velocità alla curva 12 al completamento del giro sotto il regime di bandiera rossa dopo aver superato il luogo dell'incidente del pilota spagnolo della Ferrari, Carlos Sainz Jr., la quale vettura veniva recuperata da un veicolo di sicurezza. Il pilota francese dell'AlphaTauri viene penalizzato con un drive through convertito in 20 secondi sul tempo di gara, e di due punti sulla superlicenza. Egli, diciassettesimo all'arrivo, scala di una posizione.
La Federazione rilascia un comunicato dopo quanto accaduto in regime di bandiera rossa, con le vetture passate accanto al veicolo di sicurezza che stava recuperando la vettura incidentata di Carlos Sainz Jr.. La nota spiega che l'organo mondiale dell'automobilismo fa partire una revisione accurata degli eventi, che includerà l'uscita sul tracciato di mezzi di recupero. Viene anche chiarito che in un Gran Premio completato con un minimo di due giri e terminato in condizioni di bandiera verde i punti sono assegnati normalmente indipendentemente dalla percentuale di distanza di gara completata. Le misure adottate, rese note prima del successivo Gran Premio degli Stati Uniti d'America, riguardano: le informazioni comunicate dalla Federazione alle squadre tramite il sistema ufficiale di messaggistica in modo da notificare ai team che un trattore è in pista, con l'obbligo per le squadre di informare entrambi i piloti; lo sviluppo di una finestra di monitoraggio di virtual safety car e safety car per la direzione gara e per il centro operativo remoto di Ginevra, in Svizzera, per visualizzare lo stato di tutte le vetture, che siano in pista, dietro la vettura di sicurezza e ai box; l'aggiornamento delle procedure della direzione gara per definire meglio l’assegnazione dei compiti al team di controllo gara, compresa la delega dei compiti di monitoraggio al centro operativo remoto, come richiesto, nell’ambito di safety car o virtual safety car; in relazione a questa revisione, la delega del monitoraggio delle vetture che entrano nella pit lane in condizioni di safety car e la conseguente lunghezza del treno di vetture dietro la vettura di sicurezza; il direttore di gara, che rimane il tedesco Niels Wittich fino a fine stagione, con l'abbandono dell'idea di ruotare i direttori di gara, definendo Wittich come unico direttore di gara per le ultime quattro prove del campionato visto che la rotazione non è stata accolta con recensioni favorevoli da parte dei piloti, oltre a essere in risposta alle critiche alla prestazione del portoghese Eduardo Freitas in questa gara; virtual safety car dinamica e l'implementazione di una nuova funzione che modifichi il delta di velocità richiesto al pilota prima e nei settori in cui si verifica un incidente, in modo da aiutare quest'ultimi a sapere dove sono stati dichiarati gli incidenti; la revisione dei precedenti di penalità per i piloti che non rispettano le regole relative alle condizioni di bandiera gialla, doppia bandiera gialla, virtual safety car e safety car; la valutazione dell’attuale applicazione dei cartelloni pubblicitari, della loro costruzione, della loro ubicazione e dei materiali utilizzati per evitare il rischio che vengano strappati e portati in pista; l’assegnazione di punteggi pieni, con la Federazione che ha confermato come le regole siano state applicate alla lettera, ma nella prossima revisione del regolamento sportivo fa ulteriore chiarezza. Riguardo agli incidenti di questa gara, sono stati accusati gli pneumatici da bagnato estremo della Pirelli, secondo alcuni piloti poco prestazionali. Il dipartimento tecnico della Federazione avvia colloqui con la casa milanese per venire a capo del problema.
La Ferrari decide di non effettuare ricorso contro la decisione dei commissari sportivi di penalizzare il pilota monegasco Charles Leclerc, negli ultimi giri della gara, ritenuto di essere uscito fuori pista e aver tratto un vantaggio, inizialmente secondo all'arrivo ma successivamente terzo a causa della penalità.